# Proevippa fascicularis
Proevippa fascicularis là một loài nhện trong họ Lycosidae.
Loài này thuộc chi Proevippa. Proevippa fascicularis được William Frederick Purcell miêu tả năm 1903.